# Danh sách phim TVB năm 2004
Đây là danh sách phim truyền hình do TVB phát hành hoặc phát sóng năm 2004.

## Top 10 phim rating cao nhất
| Hạng | Tên                    | Tên tiếng Anh            | Điểm số trung bình |
| ---- | ---------------------- | ------------------------ | ------------------ |
| 1    | Thám tử lừng danh      | To Catch the Uncatchable | 40                 |
| 2    | Thâm cung nội chiến    | War and Beauty           | 37                 |
| 3    | Vụ án kỳ bí            | To Get Unstuck In Time   | 32                 |
| 4    | Thầy hay trò giỏi      | Shine On You             | 32                 |
| 5    | Lương duyên tiền định  | Lady Fan                 | 32                 |
| 6    | Hán Sở kiêu hùng       | The Conqueror's Story    | 31                 |
| 7    | Cảnh sát đặc nhiệm     | Armed Reaction IV        | 31                 |
| 8    | Ba họ một nhà          | A Handful of Love        | 30                 |
| 9    | Tiết tấu tình yêu      | Hard Fate                | 30                 |
| 10   | Những thiên sứ vô danh | Angels of Mission        | 30                 |

## Dòng phim thứ nhất
| Công chiếu            | Tên                       | Tên tiếng Anh           | Số tập | Diễn viên                                                                                | Thể loại            | Ghi chú         | Website                                                               |
| --------------------- | ------------------------- | ----------------------- | ------ | ---------------------------------------------------------------------------------------- | ------------------- | --------------- | --------------------------------------------------------------------- |
| 15/12/2003- 6/02/2004 | Bản lĩnh Kỷ Hiểu Lam 2    | The Bronze Teeth II     | 40     |                                                                                          | Cổ trang, Kiếm hiệp |                 |                                                                       |
| 9/02- 5/03            | Lương duyên tiền định     | Lady Fan                | 20     | Tuyên Huyên, Mã Đức Chung, Âu Thiến Di, Cherie Kong                                      | Cổ trang, Kiếm hiệp |                 | Official website Lưu trữ ngày 15 tháng 4 năm 2016 tại Wayback Machine |
| 8/03- 24/04           | Cuộc chiến khốc liệt      | Blade Heart             | 37     | Trịnh Thiếu Thu, Uông Minh Thuyên, Lâm Phong, Dương Tư Kỳ                                | Cổ trang, Kiếm hiệp |                 | Official website Lưu trữ ngày 4 tháng 3 năm 2016 tại Wayback Machine  |
| 26/04- 21/05          | Sắc màu                   | Dream of Colours        | 20     | Hồ Hạnh Nhi, Ngô Mỹ Hành, Tạ Quân Hào, Mã Quốc Minh, Trần Mẫn Chi, Rain Li               | Hiện đại            |                 | Official website Lưu trữ ngày 18 tháng 4 năm 2009 tại Wayback Machine |
| 24/05- 18/06          | Chồng tám lạng vợ nửa cân | To Love With No Regrets | 20     | Hoàng Tông Trạch, Quách Ái Minh, Lê Diệu Tường                                           | Cổ trang            |                 | Official website Lưu trữ ngày 16 tháng 5 năm 2008 tại Wayback Machine |
| 21/06- 16/07          | Ba họ một nhà             | A Handful of Love       | 20     | Tuyên Huyên, Mã Đức Chung, Lý Dật Lãng                                                   | Hiện đại            |                 | Official website Lưu trữ ngày 16 tháng 7 năm 2008 tại Wayback Machine |
| 19/07- 12/09          | Song long Đại Đường       | Twin of Brothers        | 42     | Lâm Phong, Ngô Trác Hy, Dương Di, Đường Ninh, Hồ Định Hân, Ngũ Vịnh Vi, Quách Chính Hồng | Cổ trang, Kiếm hiệp |                 | Official website Lưu trữ ngày 8 tháng 7 năm 2008 tại Wayback Machine  |
| 13/09- 22/10          | Thầy hay trò giỏi         | Shine On You            | 30     | Âu Dương Chấn Hoa, Quách Khả Doanh, Đào Đại Vũ, Dương Tư Kỳ, Tần Bái                     | Hiện đại            |                 | Official website Lưu trữ ngày 29 tháng 7 năm 2008 tại Wayback Machine |
| 25/10- 4/12           | Hán Sở kiêu hùng          | The Conqueror's Story   | 30     | Trịnh Thiếu Thu, Trương Mạn Ngọc, Giang Hoa, Ngô Mỹ Hành, Lê Diệu Tường                  | Cổ trang, Kiếm hiệp |                 | Official website Lưu trữ ngày 4 tháng 3 năm 2016 tại Wayback Machine  |
| 6/12/2004- 9/01/2005  | Kung Fu túc cầu           | Kung Fu Soccer          | 25     | Trương Vệ Kiện, Dung Tổ Nhi, Hoàng Thu Sinh, Ngô Quân Như, Lâm Bảo Di                    | Hiện đại            | Phim Trung Quốc | Official website Lưu trữ ngày 14 tháng 7 năm 2008 tại Wayback Machine |

## Dòng phim thứ hai
| Công chiếu            | Tên                | Tên tiếng Anh         | Số tập | Diễn viên | Thể loại           | Ghi chú | Website                                                               |
| --------------------- | ------------------ | --------------------- | ------ | --- | ------------------ | ------- | --------------------------------------------------------------------- |
| 5/05/2003- 22/01/2005 | Gia đình vui vẻ II | Virtues of Harmony II | 443    | Tiết Gia Yến, Lâm Văn Long, Liêu Bích Nhi, Tạ Thiên Hoa, Mai Tiểu Huệ, Uyển Quỳnh Đan, Triệu Học Nhi, Joyce Chen, Nguyễn Triệu Tường, Xa Uyển Uyển, Lưu Đan, Lưu Khải Uy, Mã Tuấn Vỹ, Chung Gia Hân | Hiện đại, Hài kịch |         | Official website Lưu trữ ngày 17 tháng 5 năm 2007 tại Wayback Machine |

## Dòng phim thứ ba
| Công chiếu             | Tên                    | Tên tiếng Anh            | Số tập | Diễn viên | Thể loại            | Ghi chú | Website                                                                |
| ---------------------- | ---------------------- | ------------------------ | ------ | --- | ------------------- | ------- | ---------------------------------------------------------------------- |
| 19/01- 13/02           | Giấc mộng hiệp sĩ      | The Vigilantes in Masks  | 20     | Ôn Triệu Luân, Dương Di, Eddie Kwan, Trần Kiện Phong                                                          | Cổ trang, Kiếm hiệp |         | Official website Lưu trữ ngày 19 tháng 7 năm 2008 tại Wayback Machine  |
| 16/02- 9/04            | Cảnh sát đặc nhiệm     | Armed Reaction IV        | 40     | Âu Dương Chấn Hoa, Thái Thiếu Phân, Đằng Lệ Danh, Ngụy Tuấn Kiệt, Lâm Văn Long, Mông Gia Tuệ, Hạ Vũ           | Hiện đại, Hành động |         | Official website Lưu trữ ngày 8 tháng 7 năm 2008 tại Wayback Machine   |
| 12/04- 21/05           | Tiết tấu tình yêu      | Hard Fate                | 30     | Trần Tuệ San, Lưu Tùng Nhân, Trịnh Gia Dĩnh, Chu Lệ Kỳ, Thiệu Mỹ Kỳ, Diệp Tuyền, Âu Cẩm Đường, Đường Văn Long | Hiện đại            |         | Official website Lưu trữ ngày 20 tháng 2 năm 2007 tại Wayback Machine  |
| 24/05- 18/06           | Những thiên sứ vô danh | Angels of Mission        | 20     | Xa Thi Mạn, Quách Thiện Ni, Dương Tư Kỳ, Đàm Diệu Văn, Hồng Thiên Minh                                        | Hiện đại, Hành động |         | Official website Lưu trữ ngày 1 tháng 5 năm 2006 tại Wayback Machine   |
| 21/06- 17/07           | Vụ án kỳ bí            | To Get Unstuck In Time   | 22     | Quách Tấn An, Trần Tuệ San, Hứa Thiệu Hùng, Thương Thiên Nga, Đặng Kiện Hoằng, Cherie Kong                    | Hiện đại            |         | Official website Lưu trữ ngày 7 tháng 6 năm 2008 tại Wayback Machine   |
| 19/07- 22/08           | Thám tử lừng danh      | To Catch the Uncatchable | 25     | Hoàng Tử Hoa, Thái Thiếu Phân, Ngụy Tuấn Kiệt, Đường Văn Long                                                 | Hiện đại, Hài kịch  |         | Official website Lưu trữ ngày 15 tháng 4 năm 2016 tại Wayback Machine  |
| 23/08- 2/10            | Thâm cung nội chiến    | War and Beauty           | 30     | Đặng Tụy Văn, Lâm Bảo Di, Lê Tư, Trần Hào, Trương Mạn Ngọc, Xa Thi Mạn, Hoàng Đức Bân                         | Cổ trang            |         | Official website Lưu trữ ngày 17 tháng 5 năm 2007 tại Wayback Machine  |
| 4/10- 12/11            | 30 ngày điều tra       | Split Second             | 30     | Phương Trung Tín, Đàm Diệu Văn, Trịnh Gia Dĩnh, Mông Gia Tuệ, Ngụy Tuấn Kiệt, Trần Hào, Tào Mẫn Lị            | Hiện đại, Hành động |         | Official website Lưu trữ ngày 5 tháng 7 năm 2008 tại Wayback Machine   |
| 15/11- 26/12           | Đột phá cuối cùng      | The Last Breakthrough    | 30     | Trương Gia Huy, Lâm Phong, Quách Thiện Ni, Đường Ninh, Thương Thiên Nga, Trần Mẫn Chi                         | Hiện đại            |         | Official website Lưu trữ ngày 31 tháng 10 năm 2006 tại Wayback Machine |
| 27/12/2004- 29/01/2005 | Sự thật của bóng tối   | Shades of Truth          | 25     | Trương Trí Lâm, Vương Hy, Lê Tư, Dương Di, Nguyên Hoa                                                         | Hiện đại, Hành động |         | Official website Lưu trữ ngày 21 tháng 7 năm 2008 tại Wayback Machine  |

## Phim Chủ Nhật
| Công chiếu  | Tên             | Tên tiếng Anh      | Số tập | Diễn viên                                                                                   | Thể loại | Ghi chú | Website                                                              |
| ----------- | --------------- | ------------------ | ------ | ------------------------------------------------------------------------------------------- | -------- | ------- | -------------------------------------------------------------------- |
| 3/10- 26/12 | Bầu nhiệt huyết | Sunshine Heartbeat | 11     | Charles Szeto, Thái Kỳ Tuấn, Dương Tú Huệ, Lý Tư Hân, Trần Tự Dao, Mã Đức Chung, Cathy Tsui | Hiện đại |         | Official website Lưu trữ ngày 8 tháng 7 năm 2008 tại Wayback Machine |